# Campionati mondiali di sollevamento pesi 1907
I Campionati mondiali di sollevamento pesi 1907, 10ª edizione della manifestazione, si svolsero a Francoforte sul Meno il 19 maggio 1907.

## Titoli in palio
Le categorie ritornano tre: i pesi leggeri, medi e massimi.
| Categoria    | Eventi      |
| ------------ | ----------- |
| Pesi leggeri | 70 kg       |
| Pesi medi    | 80 kg       |
| Pesi massimi | Oltre 80 kg |

## Risultati
Ai campionati parteciparono ventitré atleti rappresentanti di tre nazioni. La Germania si aggiudicò quasi tutti i posti sul podio ad eccezione dell'argento nei pesi leggeri, andato alla Svizzera.
| Evento      | Oro                | Argento               | Bronzo          |
| ----------- | ------------------ | --------------------- | --------------- |
| 70 kg       | Johannes Zebrowsky | Virgile Guerraz       | Henrich Glenzer |
| 80 kg       | Andreas Lutz       | Johann Formberger     | Hans Abraham    |
| Oltre 80 kg | Heinrich Rondi     | Heinrich Schneidereit | Georg Schleidt  |

## Medagliere
| Posiz. | Nazione  | Oro | Argento | Bronzo | Totale |
| ------ | -------- | --- | ------- | ------ | ------ |
| 1      | Germania | 3   | 2       | 3      | 8      |
| 2      | Svizzera | 0   | 1       | 0      | 1      |
| Totale | Totale   | 3   | 3       | 3      | 9      |